# Ostrožská Lhota
Ostrožská Lhota je obec v okrese Uherské Hradiště ve Zlínském kraji. Žije v ní přibližně 1 500 obyvatel a je tak největší obcí s názvem Lhota v České republice.

## Název
| Historické názvy obce | Historické názvy obce |
| Rok                   | Název                 |
| --------------------- | --------------------- |
| 1371                  | Velká Lhota           |
|                       | Lhota Kamenná         |
| 1522                  | Ostrovská Lhota       |
| 1592                  | Lhota Ostrovská       |
| 1720                  | Ostro Lhota           |
| 1751                  | Ostra Lhota           |
| 1872                  | Ostrá Lhota           |
| 1906                  | Ostra Lhota           |
| nyní                  | Ostrožská Lhota       |

Název Lhota je častý u vesnic, které vznikaly v období vrcholné středověké kolonizace ve 13. a 14. století, a odkazuje na kolonizační původ obce. Přídavné jméno Ostrožská odkazuje na nedaleké město Uherský Ostroh, které bylo sídelním místem panství, k němuž obec náležela. Starší doložená jména pro Ostrožskou Lhotu jsou Velká Lhota, Kamenná Lhota, Ostrovská Lhota či Ostrá Lhota.
Ottův slovník naučný považoval v roce 1900 název Ostrá Lhota za chybný a preferoval tehdy pojmenování Ostrožná Lhota. Jméno Ostrovská Lhota slovník uváděl jako variantní u osady Mrkvová Lhota v okrese Benešov v Čechách, motivovaný názvem nedaleké vsi Ostrov.

## Historie
Obec se nachází na území někdejší Lucké provincie, které bylo trvale osídlováno teprve od počátku 13. století. Ve 14. století v jejím katastru existovala osada Smíchov, která dle tradice nejpozději za třicetileté války zanikla a někteří její obyvatelé se přesunuli do Ostrožské Lhoty. V katastru obce se taky nacházela dnes již zaniklá osada Sezemín (na dnešní cestě ke Svatému Antonínku).
První písemná zmínka o Ostrožské Lhotě pochází z roku 1371, z doby císaře Karla IV., kdy moravský markrabě Jan Jindřich odkázal panství ostrožské svému synu Soběslavovi. Obec je tehdy latinsky nazývána Majori Lhota (česky Velká Lhota).
V červnu 1415 bylo do moravských zemských desk zapsáno věno Anny z Rýzenberka – manželky ostrožského pána Haška z Valdštejna. Jeho součástí bylo mj. též "věno na celé vsi Lhotě a dvoru o dvou poplužích a tamním mýtě, dvou mlýnech, poplatných lidech a dalším všem příslušenství". Po zajetí u Vyšehradu v listopadu 1420 přešel Hašek z Valdštejna dočasně na stranu husitů. Ve dvacátých letech 15. století se tak jeho sídlo – hrad a město Uherský Ostroh – stalo významnou husitskou pevností úspěšně odolávající opakovaným útokům vojsk Zikmunda Lucemburského a jeho zetě Albrechta Rakouského. Roku 1511 koupil ostrožské panství Jan z Kunovic a jeho rod jej pak držel až do třicetileté války. V květnu 1605 vyplenily obec oddíly Bočkajovců.
Po bitvě na Bílé hoře uprchl poslední majitel panství Jan Bernard z Kunovic do Sedmihradska a jeho majetek koupil roku 1625 Gundakar z Lichtenštejna, v majetku jehož rodu pak obec již zůstala až do roku 1918. V rámci pobělohorské rekatolizace zde byl Martinidovou misií pravděpodobně v roce 1655 zbudován první kostel. Na přelomu 17. a 18. století (v letech 1663, 1674, 1699, 1705) trpěla obec ozbrojenými vpády Kuruců, Turků a Tatarů z Uher a byla mnohokrát vypálena.
Dosažení samostatné církevní správy bylo v Ostrožské Lhotě započato zřízením lokálie 21. listopadu 1765 za přispění lhotského rodáka Jana Maluše, kněze v sousední Blatnici pod Svatým Antonínkem, kam do té doby Ostrožská Lhota náležela. V roce 1784 pak byla zřízena kuracie a v roce 1867 nakonec farnost. Farnost Ostrožská Lhota dnes náleží k děkanátu Uherské Hradiště a arcidiecézi olomoucké.

## Přírodní poměry
Ostrožská Lhota se rozkládá v údolí při dolním toku říčky Okluky, pod vrcholem Antonínského kopce s poutním místem Svatý Antonínek. Leží 10 km jižně od Uherského Hradiště, na jižním okraji okresu Uherské Hradiště (a Zlínského kraje) při hranicích s okresem Hodonín (a krajem Jihomoravským).
Svým katastrem o výměře 6,35 km² sousedí s katastry obcí Ostrožská Nová Ves (na severu), Hluk (na východě), Blatnice pod Svatým Antonínkem (okres Hodonín; na jihu) a Ostrožské Předměstí a Kvačice (dnes součásti města Uherský Ostroh; na západě).
| Růžice kompasu |                                | Ostrožská Nová Ves |      | Růžice kompasu |
| Růžice kompasu | Uherský Ostroh                 | Sever              | Hluk | Růžice kompasu |
| Růžice kompasu | Uherský Ostroh                 | Ostrožská Lhota    | Hluk | Růžice kompasu |
| Růžice kompasu | Uherský Ostroh                 | Jih                | Hluk | Růžice kompasu |
| Růžice kompasu | Blatnice pod Svatým Antonínkem |                    |      | Růžice kompasu |

Názvy tratí v okolí obce: Padělky, Padělky veselské, Luby, Přední hony, Mezižlebí, Prostřední, Daleké, Těšovy, Koruny, Staré hory, Brodské, Záhumení, Zeliště, Zelnice, Chylecká, Chmelinec, Podstolní, Kráčiny, Lysiny, Hradišťka, Lúčky, Záhoří, Súchovy, Záčepůvčí aj. Některé z nich jsou viničními tratěmi, proto je Ostrožská Lhota dle vinařského zákona vinařskou obcí (Slovácká vinařská podoblast).

## Obyvatelstvo

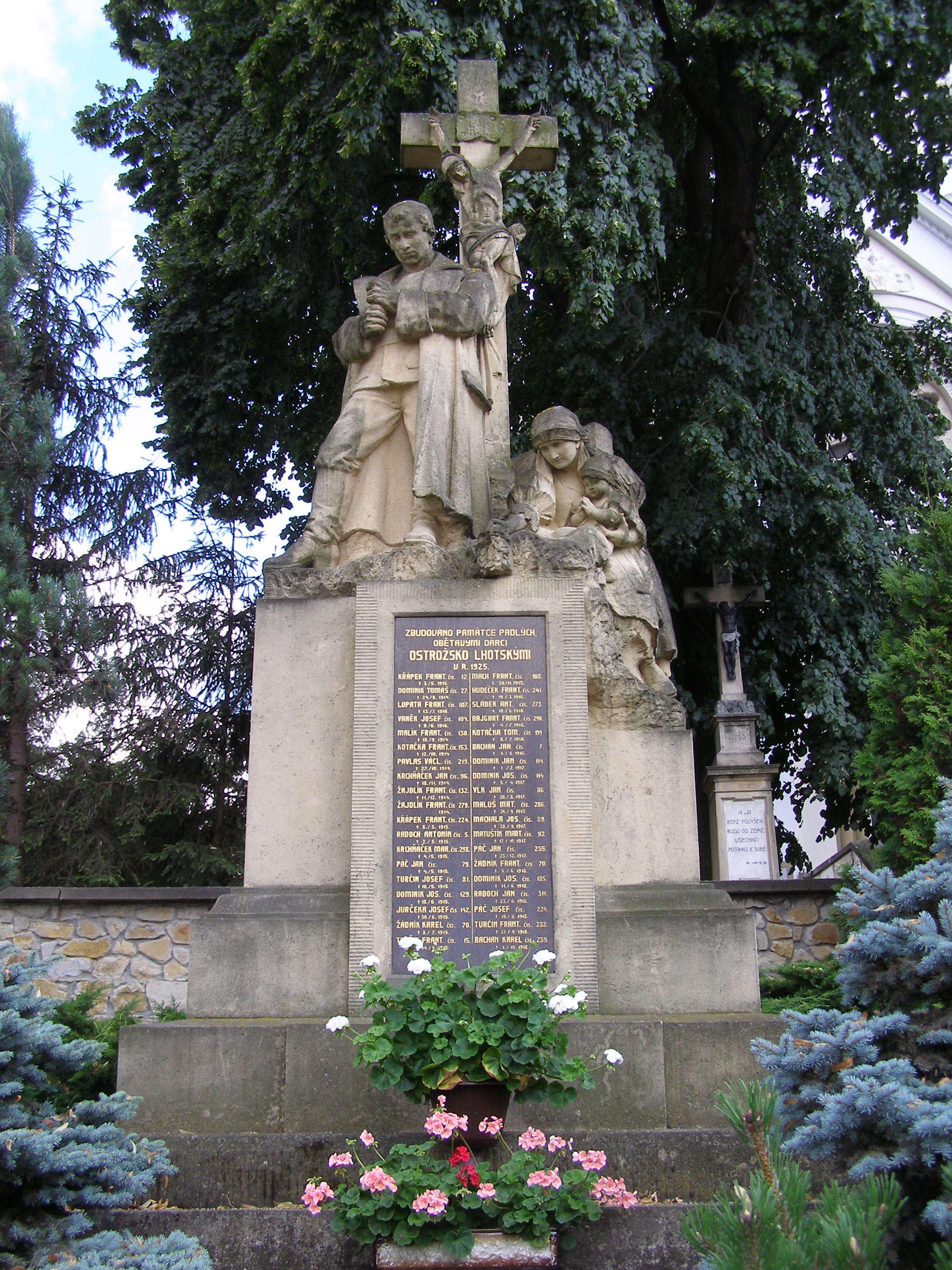
Památník padlých v 1. světové válce před kostelem svatého Jakuba v Ostrožské Lhotě

K roku 1516 je u vsi uváděn fojt Václav Vachalec a zdaněno v obci toho roku bylo 28 usedlých.
V roce 1592 dali majitelé ostrožského panství, páni z Kunovic, zpracovat první soupis poddaných a jejich majetku – Registra správní panství ostrovského léta 1592. V Ostrožské Lhotě bylo tehdy 72 osedlých. Ze jmen tam uvedených se až do 20. století v obci zachovaly tyto rody: Blahuš, Vaněk, Vlk, Pavelka, Štajnoch, Bachan, Hanáček, Válek, Hanák a Malušek.
V nejstarším zachovalém moravském katastru, tzv. lánové vizitaci, která na ostrožském panství proběhla 31. července 1671, se v Ostrožské Lhotě uvádí 29 půlláníků, 10 čtvrtláníků, 15 zahradníků a 10 domkářů. K tomu byly od první nedochované lánové vizitace z roku 1657 nově osídlené další dva půllány a jeden domek. Pustých bylo deset domků a jeden mlýn. Mimo to jsou uvedeny vinice na hoře Hradišťské a hoře Lysiny.
V roce 1843 žilo v obci 896 obyvatel. Za prusko-rakouské války v roce 1866 jí spolu s ustupujícími rakouskými vojsky prošla epidemie cholery, ve které 31 osob zahynulo.
Památník padlých v první světové válce nacházející se před kostelem uvádí jména 38 padlých a nezvěstných vojínů z obce.

### Struktura
Počet obyvatel Ostrožské Lhoty postupně z 921 lidí při sčítání v roce 1869 vzrůstal (s výjimkou poklesu dvacátých let 20. století) až na 1763 obyvatel zaznamenaných v obci roku 1970. Od té doby počet obyvatel obce klesá, a to navzdory rozrůstající se zástavbě. Sčítání lidu, domů a bytů 2021 zachytilo v Ostrožské Lhotě jen 1359 obyvatel, což je na úrovni sčítání z roku 1930, přičemž počet obyvatel Česka od té doby naopak mírně vzrostl.
| Rok            | 1869 | 1880  | 1890  | 1900  | 1910  | 1921  | 1930  | 1950  | 1961  | 1970  | 1980  | 1991  | 2001  | 2011  | 2021  |
| -------------- | ---- | ----- | ----- | ----- | ----- | ----- | ----- | ----- | ----- | ----- | ----- | ----- | ----- | ----- | ----- |
| Počet obyvatel | 921  | 1 072 | 1 192 | 1 233 | 1 437 | 1 481 | 1 379 | 1 515 | 1 733 | 1 763 | 1 741 | 1 658 | 1 635 | 1 495 | 1 359 |
| Počet domů     | 192  | 224   | 249   | 266   | 302   | 305   | 361   | 395   | 415   | 427   | 433   | 487   | 507   | 504   | 501   |

## Obecní symboly
Znak a vlajka byly obci uděleny rozhodnutím předsedy Poslanecké sněmovny Parlamentu České republiky dne 29. března 1995. Tyto obecní symboly určuje a podmínky pro jejich užívání stanovuje vyhláška obecního zastupitelstva č. 5/95 „o používání obecních symbolů“.

### Znak
Znak obce vychází z pečeti z první poloviny 18. století a zobrazuje objekt, který se v obci nevyskytuje a ani zde není nijak historicky doložen, usuzuje se však, že v ní asi někdy stával: "Na červeném štítě s modrým lemem [se nachází] stříbrný kostel se dvěma vížkami, [jejichž] střechy [jsou] modré."

### Vlajka
Vlajka je tzv. heraldická – barevně se odvíjí dle heraldických pravidel z obecního znaku: "Bílý list se žlutým žerďovým klínem ohraničeným červenou vnitřní a modrou vnější krokví, vycházející z horního a dolního rohu s vrcholem na středu vlajícího okraje. Poměr barev na žerďovém okraji je 1:1:4:1:1. Poměr šířky k délce listu je 2:3."

## Současnost

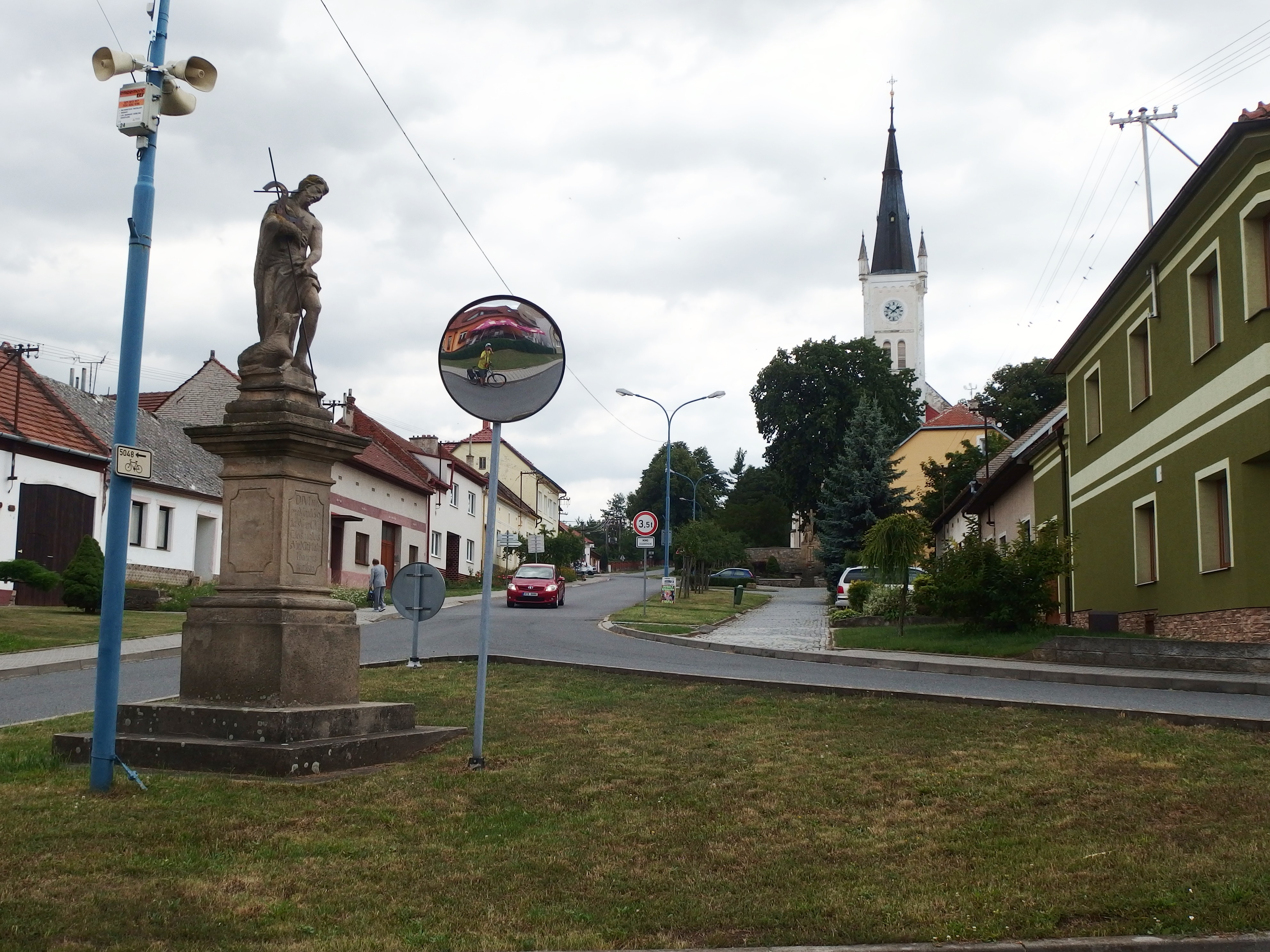
Pohled vzhůru ulicí Kostelní

Z nedávných událostí v Ostrožské Lhotě je významná např. rekonstrukce základní školy spojená se zřízením kulturního zázemí pro školu a veřejnost Otevřená škola v jejích prostorách, dále vybudování průmyslové zóny při silnici z Uherského Ostrohu do Hluku, celková rekonstrukce obecního domu či zbudování pastoračního centra P. Antonína Šuránka vedle budovy fary, ale také vysazování ohroženého dubu pýřitého v lokalitě Chmelince, výstavba vlastní čistírny odpadních vod při potoce Okluky za obcí, či zřízení cyklotrasy procházející obcí ve spolupráci se sousedními obcemi z Mikroregionu Ostrožsko. V červnu 2006 byla otevřena výstava tradičního vesnického bydlení v památkovém domku č. 143 (postaveném v letech 1832–1833 a původně patřícím rodině Bočků). V roce 2001 proběhly oslavy 630. výročí první písemné zmínky o obci. V roce 2011 byla při příležitosti 640. výročí první písemné zmínky vydána dosud největší kniha o obci a dům č. p. 220 byl otevřen jako víceúčelový dům s expozicí archeologických nálezů z okolí obce.
Dne 15. července 2007 byla v průmyslové zóně nad obcí na katastru Ostrožské Lhoty dokončena instalace fotovoltaické elektrárny, která byla v době zahájení provozu svým výkonem 702 kWp největší elektrárnou svého druhu ve střední Evropě. Náklady na její vybudování dosáhly téměř 100 milionů korun.
V první desetiletí 21. století se obec opakovaně objevila v médiích v souvislosti s nelegální výrobou pervitinu.
Od 30. června do 3. července 2016 se v Ostrožské Lhotě konal 36. ročník Sjezdu Lhot a Lehot, tedy obcí obsahujících v názvu termín Lhota či obdobný.
V roce 2023 se Ostrožská Lhota stala vítězem celostátní soutěže Vesnice roku. V roce 2024 obec v této souvislosti navštívil Petr Pavel, jako vůbec první prezident.

## Pamětihodnosti

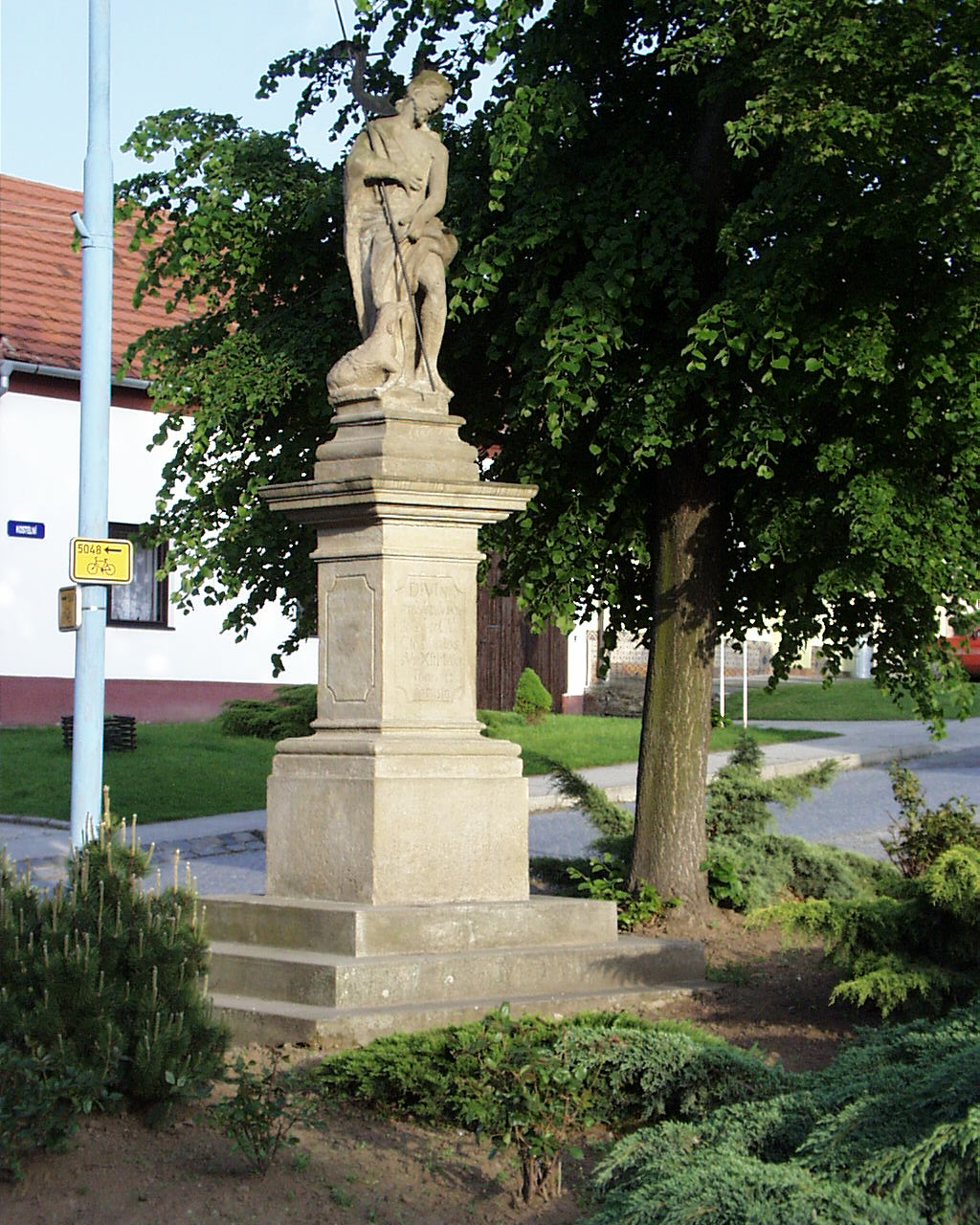
Socha svatého Jana Křtitele z roku 1747

Dominantou obce je farní kostel svatého Jakuba Staršího v neorománském stylu pocházející z roku 1908. Stojí na místě zbořeného kostela z roku 1832, jehož věž pocházela z předchozího kostela, který se v roce 1830 zhroutil. O stavbu současného kostela se zasloužili především tehdejší farář Antonín Man, nadučitel Antonín Jadrníček a poslanec Antonín Cyril Stojan. Stavitelem kostela byl olomoucký architekt Václav Wittner. Spolu s kostelem byl jižně od něj vystavěn i nový oddělený hřbitov a přestalo se tak pochovávat okolo kostela.
Socha svatého Jana Křtitele z roku 1747 na křižovatce ulic Dědina, Kostelní a Podsedka je nejstarší dochovanou sochou v Ostrožské Lhotě a v roce 1963 byla vyhlášena kulturní památkou. Latinský nápis s chronogramem na soklu zní: „DIVIna proVentVs gratIa sVper CVnCtos natos sVreXIt MaIor Ioannes baptIsta“ (česky: Boží milostí nade všemi narozenými povstal největší Jan Křtitel).
Na kopci nad obcí směrem k Blatnici se nachází římskokatolické poutní místo Svatý Antonínek s kaplí svatého Antonína Paduánského z roku 1670 (znovu vystavěna 1819).

## Významné osobnosti

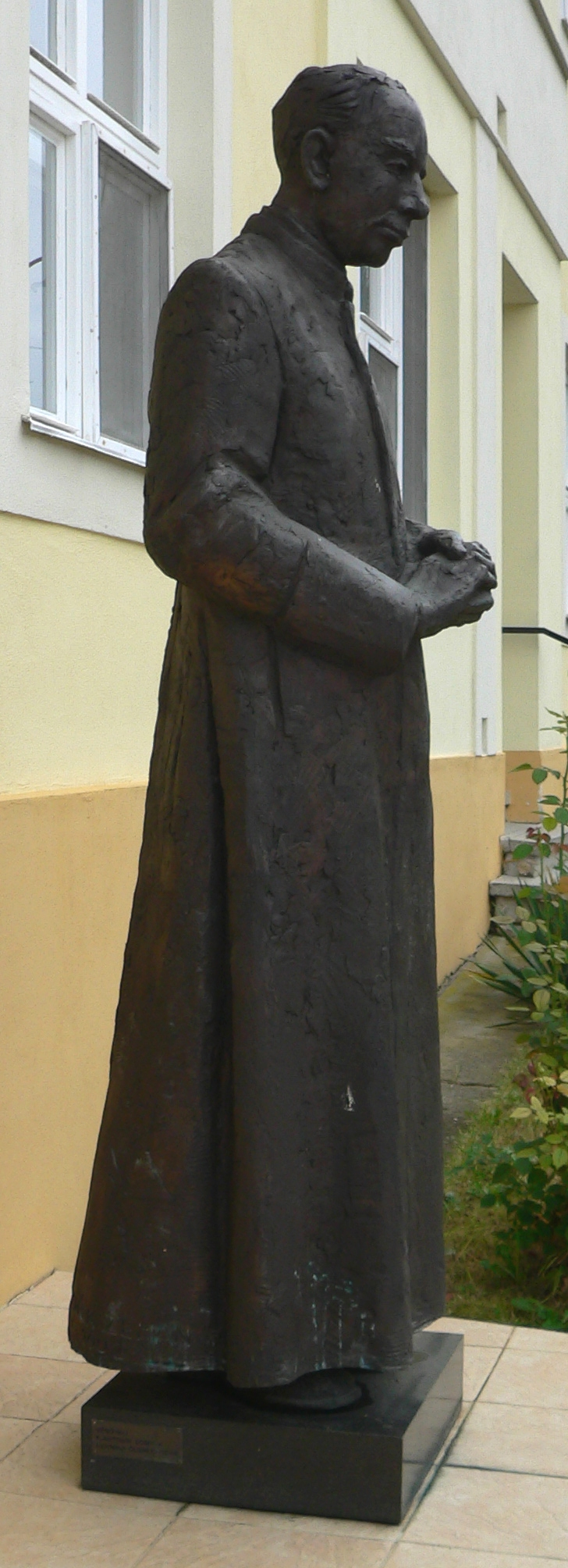
Socha Antonína Šuránka před pastoračním centrem (Bořek Zeman, 2002)

- Mons. ThDr. Antonín Šuránek (1902–1982), spirituál olomouckého kněžského semináře, Služebník Boží, pohřben na ostrožskolhotském hřbitově
- Jan Matuštík (1955–2009), československý prvoligový fotbalista, který vyrůstal v Ostrožské Lhotě
- Luděk Galuška (* 1960), rodák ze sousední Ostrožské Nové Vsi, od roku 2012 žije s partnerkou v Ostrožské Lhotě[44]
- Charles Paul Blahous III (* 1963 v Alexandrii v USA) – někdejší speciální asistent prezidenta USA George W. Bushe pro hospodářskou politiku – je členem čtvrté generace potomků českých emigrantů původem z Ostrožské Lhoty